# Шипош, Ференц
Ференц Шипош (венг. Sipos Ferenc, 13 декабря 1932, Будапешт — 17 марта 1997, Будапешт) — венгерский футболист, играл на позиции полузащитника. Бронзовый призёр чемпионата Европы 1964 года. Участник трёх чемпионатов мира (1958, 1962 и 1966 годов). Футболист года в Венгрии (1958).
Выступал, в частности, за клубы МТК (Будапешт) и «Гонвед», а также национальную сборную Венгрии.

## Клубная карьера
Во взрослом футболе дебютировал в 1950 году выступлениями за команду клуба «Голдбергер», в которой провёл два сезона, после чего играл за команду венгерских ВВС «Легирё».
Своей игрой за последнюю команду привлёк внимание представителей тренерского штаба клуба МТК (Будапешт), в состав которого присоединился в 1956 году. Сыграл за клуб из Будапешта следующие семь сезонов своей игровой карьеры. Большую часть времени, проведённого в составе МТК, был основным игроком команды. За это время завоевал титул чемпиона Венгрии, становился обладателем Кубка Митропы.
В 1964 году перешёл в клуб «Гонвед», за который отыграл 4 сезона. Играя в составе «Гонведа» также в основном выходил на поле в основном составе команды. Завершил профессиональную карьеру футболиста выступлениями за команду «Гонвед» в 1968 году.

## Выступления за сборную
15 сентября 1957 года дебютировал в официальных играх в составе национальной сборной Венгрии в матче отбора к ЧМ-1958 против Болгарии (2:1).
В составе сборной был участником чемпионата мира 1958 года в Швеции, чемпионата мира 1962 года в Чили, чемпионата Европы 1964 года в Испании, на котором команда завоевала бронзовые награды, и чемпионата мира 1966 года в Англии.
В течение карьеры в национальной команде, которая длилась 10 лет, провёл в форме главной команды страны 77 матчей, забив 1 гол.

## Тренерская карьера
После ухода на пенсию работал тренером малоизвестных венгерских команд Sátoraljaújhelyi Spartacus, ÉGSZÖV MEDOSZ, Csepel Autó и Szigeszentmiklós. С 1982 по 1983 год он был в Египте, где тренировал местный клуб «Терсана». В 1990-х годах вернулся в «Гонведа», где принимал активное участие в работе с молодёжью.
Умер 17 марта 1997 года на 65-м году жизни в городе Будапешт.

## Титулы и достижения
- Чемпион Венгрии (1):

МТК (Будапешт): 1957-58
- Обладатель Кубка Митропы (1):

МТК (Будапешт): 1963